# 尼許·庫瑪
尼許·庫瑪（Nish Kumar，1985年—）是英國獨角喜劇演員及電視節目主持人。

## 早年
尼許是印度裔移民第二代，父母來自喀拉拉邦。
他出生於1980年代中期的旺茲沃思，並於南倫敦克羅伊登成長。
他畢業於杜倫大學，主修歷史與英語。

## 生涯
大學畢業後，尼許與歌舞社社友湯姆·尼爾森(Tom Neenan)組成雙人團體「休閒紳士」(Gentlemen of Leisure)。
自2012年起他開始獨力演出，並於2013-2015之間在娛樂節目Radio X登場。
2017年，他參與喜劇競賽節目《模仿大師》；同年，他與另一喜劇演員喬爾·多梅特為Netflix錄製完成一季六集的旅遊節目《部落訓練營》(Joel & Nish vs The World)。
2018年，他於Netflix《世界諧星大會》(Comedians of the World)登場。
此外，他也以嘉賓身分參與《新聞問答》、《譏諷一周》、《聲名在外》、《尚未命名》、《十有八貓》、《另類喜劇體驗》、《QI》、《BBC人生》、《大驚小怪》、《脫口中心》、《年度大競猜》、《假想》、《號角秀》等節目。
2020年8月至12月，他在美國串流媒體平台Quibi主持喜劇系列《你好美國》(Hello America)。
2017-2021年間他主持BBC午餐時段的話題性喜劇秀節目《馬許報告》(The Mash Report)。
該節目最後被無故取消。雖然BBC沒有對此發表任何聲明，但據傳取消原因是因該節目帶有左傾政治立場。
尼許對此感到不滿，他認為BBC「應明確聲明這項決策不是政治層面的」。
2021年9月，《馬許報告》的版權被戴夫頻道買下，並改為深夜節目，名稱改作《馬許深夜秀》(Late Night Mash) ，尼許和其他主要演員均有回歸。
2021 年 10 月，尼許聲稱他將在第五季結束時退出《馬許深夜秀》，以「花更多時間處理情緒問題」。